# Iasis ia-7301
Iasis ia-7301 (ia-7301) је био преносиви рачунар фирме Iasis који је почео да се производи у Сједињеним Америчким Државама од 1976. године.
Користио је Intel 8080 као микропроцесор. RAM меморија рачунара је имала капацитет од 1 Kb. 

## Детаљни подаци
Детаљнији подаци о рачунару ia-7301 су дати у табели испод.
|                       |                                                            |
| [ 1 ]                 |                                                            |
| Произвођач            |                                                            |
| Тип                   | преносиви рачунар                                          |
| Меморија              | 1                                                          |
| Поријекло             | Сједињене Америчке Државе                                  |
| Година                | 1976                                                       |
| Тастатура             | 16 хексадецималних тастера + 8 функцијских тастера         |
| Процесор              |                                                            |
| Фреквенција процесора |                                                            |
| RAM                   | 1                                                          |
| ROM                   | 1 (монитор)                                                |
| Текст                 | 8 x 7-сегментни LED показивач                              |
| Графика               | нема                                                       |
| Боја                  | нема                                                       |
| Звук                  | 1,4 тонски генератор. Излаз се може повезати са звучником. |
| Димензије             | 8.5 x 11 x 1 / 2,2 фунте                                   |
| Портови               |                                                            |
| Оперативни систем     |                                                            |